# Дорида
Дорида (грч. Doris) (лат. Doris) је кћерка бога Океана и његове жене Тетије.

## Митологија
Као кћерка бога Океана и његове жене Тетије, удала се за морског бога Нереја и са њим имала много деце. У Грчке митове је ушла јер је била мајка великог броја нижих богиња или нимфи - нереида, од којих су значајнију улогу имале само две њене кћерке:
- Амфитрита - жена бога мора Посејдона
- Тетида - Мајка највећег јунака у Тројанском рату Ахила.